# Qatar Stars League 2015-2016
La Qatar Stars League 2015-2016 è stata la 43ª edizione del massimo livello del campionato qatariota di calcio. Il campionato è iniziato l'11 settembre 2015 ed è terminato il 16 aprile 2016.
L'Al-Rayyan vince il campionato con cinque giornate di anticipo, vincendo così l'ottavo titolo della sua storia e tornando al successo dopo venti anni di attesa.
Il Qatar Sports Club e il Al-Mesaimeer sono stati retrocessi in Qatar Second Division.

## Squadre Partecipanti
| Club           | Città     | Stadio                        | Allenatore          |
| -------------- | --------- | ----------------------------- | ------------------- |
| Al-Ahli Doha   | Doha      | Hamad bin Khalifa Stadium     | Yousuf Adam Mahmoud |
| Al-Arabi       | Doha      | Grand Hamad Stadium           | Gianfranco Zola     |
| Al-Gharafa     | Al Rayyan | Thani bin Jassim Stadium      | Pedro Caixinha      |
| Al-Jaish       | Doha      | Ahmed bin Ali Stadium         | Sabri Lamouchi      |
| Al-Kharitiyath | Al Khor   | Al-Khor Stadium               | Amar Osim           |
| Al-Khor        | Al Khor   | Al-Khor Stadium               | Jean Fernandez      |
| Al-Mesaimeer   | Mesaimeer | Al-Seliah Stadium             | Rodion Gačanin      |
| Al-Rayyan      | Al Rayyan | Ahmed bin Ali Stadium         | Jorge Fossati       |
| Al-Sadd        | Doha      | Jassim Bin Hamad Stadium      | Jesualdo Ferreira   |
| Al-Sailiya     | Al Rayyan | Ahmed bin Ali Stadium         | Sami Trabelsi       |
| Al-Wakrah      | Al Wakrah | Saoud bin Abdulrahman Stadium | Mauricio Larriera   |
| Lekhwiya       | Doha      | Lekhwiya Sports Stadium       | Djamel Belmadi      |
| Qatar SC       | Doha      | Qatar SC Stadium              | Sebastião Lazaroni  |
| Umm-Salal      | Doha      | Suheim Bin Hamad Stadium      | Bülent Uygun        |

## Classifica finale
|                  | Pos. | Squadra        | Pt | G  | V  | N  | P  | GF | GS | DR  |
| ---------------- | ---- | -------------- | -- | -- | -- | -- | -- | -- | -- | --- |
| Qatar (bandiera) | 1.   | Al-Rayyan      | 62 | 26 | 20 | 2  | 4  | 69 | 23 | +46 |
|                  | 2.   | Al-Jaish       | 48 | 26 | 14 | 6  | 6  | 48 | 29 | +19 |
|                  | 3.   | Al-Sadd        | 47 | 26 | 13 | 8  | 5  | 54 | 38 | +21 |
|                  | 4.   | Lekhwiya       | 44 | 26 | 14 | 2  | 10 | 60 | 41 | +19 |
|                  | 5.   | Umm-Salal      | 41 | 26 | 10 | 11 | 5  | 39 | 34 | +5  |
|                  | 6.   | Al-Ahli Doha   | 37 | 26 | 10 | 7  | 9  | 42 | 40 | +2  |
|                  | 7.   | Al-Sailiya     | 36 | 26 | 11 | 3  | 12 | 40 | 46 | -6  |
|                  | 8.   | Al-Arabi       | 35 | 26 | 10 | 5  | 11 | 33 | 37 | -4  |
|                  | 9.   | Al-Gharafa     | 34 | 26 | 9  | 7  | 10 | 33 | 37 | -4  |
|                  | 10.  | Al-Khor        | 33 | 26 | 9  | 6  | 11 | 25 | 31 | -6  |
|                  | 11.  | Al-Wakrah      | 30 | 26 | 9  | 3  | 14 | 34 | 45 | -11 |
|                  | 12.  | Al-Kharitiyath | 27 | 26 | 7  | 6  | 13 | 38 | 47 | -9  |
|                  | 13.  | Qatar SC       | 27 | 26 | 6  | 9  | 11 | 31 | 51 | -20 |
|                  | 14.  | Al-Mesaimeer   | 6  | 26 | 1  | 3  | 22 | 15 | 62 | -47 |

Legenda:

      Campione del Qatar e ammessa alla AFC Champions League 2016

      Ammesse alle qualificazioni della AFC Champions League 2016

      Ammesse alla  Coppa dei Campioni del Golfo 2017

      Retrocesse in Qatar Second Division 2015-2016
Tre punti a vittoria, uno a pareggio, zero a sconfitta.
La classifica viene stilata secondo i seguenti criteri:
- Punti conquistati
- Playoff (per titolo, partecipazione alle coppe e retrocessione)
- Differenza reti generale
- Reti totali realizzate

### Verdetti
- Al Rayyan campione del Qatar e ammesso alla fase a gironi della AFC Champions League 2017.
- Lekhwiya ammesso alla fase a gironi della AFC Champions League 2017 come vincitrice della 2016 Emir of Qatar Cup.
- Al Sadd a Al Sadd ammesso al secondo turno di qualificazioni della AFC Champions League 2017.
- Qatar SC e Al Mesaimeer retrocessi in Qatar Second Division 2016-2017.

## Statistiche

### Classifica marcatori
| Gol |  |  | Giocatore            | Squadra        |
| --- |  |  | -------------------- | -------------- |
| 21  |  |  | Rodrigo Tabata       | Al-Rayyan      |
| 21  |  |  | Abderrazak Hamdallah | Al-Jaish       |
| 18  |  |  | Meshaal Abdulla      | Al-Ahli Doha   |
| 18  |  |  | Yahia Kébé           | Al-Kharitiyath |
| 16  |  |  | Sergio García        | Al-Rayyan      |
| 16  |  |  | Mouhcine Iajour      | Al-Ahli Doha   |
| 16  |  |  | Sebastián Sáez       | Al-Wakrah      |
| 14  |  |  | Faouzi Mubarak Aaish | Al-Sailiya     |
| 14  |  |  | Youssef Msakni       | Lekhwiya       |
| 13  |  |  | Yannick Sagbo        | Umm-Salal      |
| 12  |  |  | Hassan Khalid        | Al-Sadd        |
| 12  |  |  | Paulinho             | Al-Arabi       |
| 11  |  |  | Muriqui              | Al-Sadd        |